# 易卜拉欣 (柔佛苏丹)
柔佛苏丹易卜拉欣爵士（马来语：Sultan Sir Ibrahim Al-Masyhur Ibni Almarhum Sultan Abu Bakar Al-Khalil Ibrahim Shah），或称易卜拉欣一世，柔佛第22任苏丹，亦是柔佛天猛公王朝第2位苏丹。

## 苏丹生涯

### 早年时期
1895年9月7日，苏丹阿布巴卡正式下葬。同日易卜拉欣被宣布为柔佛苏丹。长子东姑伊斯迈成为王储。

### 政府
蘇丹易卜拉欣繼承了父親的努力，維護了柔佛的自由和主權。由於不想被英國殖民，他在1895年對憲法進行了各種修改和修正。。他們敦促蘇丹易卜拉欣爵士接受英國顧問來協助管理柔佛州。蘇丹易卜拉欣爵士實際上失去了治理柔佛州的自由。作為回報，海峽殖民地管理局（英國）同意成立一支忠誠的副士兵隊伍，宣誓效忠柔佛蘇丹。忠誠的副兵可以看作是柔佛蘇丹的私人軍隊。
透過1914年的修正案，蘇丹易卜拉欣允許非柔佛外國人，包括英國公民，成為州議會議員。同年晚些時候，蘇丹易卜拉欣接見了英國總顧問。他的工作是在柔佛州的行政和政府領域向陛下提供建議。然而，總法律顧問並不擁有與其他馬來州屬的英國駐地和參贊同等的權力，他的建議也不一定會得到陛下的採納。這項修正案間接增加了英國對柔佛的控制。

### 服務和貢獻
建造醫院和政府辦公室。
贊助馬來語聯盟（Pakatan Bahasa Persura Buku Di-Raja Johor）
繼續建造由他的父親蘇丹阿布巴卡建造的阿布巴卡清真寺
柔佛州的官方歌曲“Lagu Selamat Johor”由M Galistan（音樂家兼樂隊教練）創作，必須由該州的學童演唱

### 航海與冒險
為了擴大自己的見識，他經常去歐洲，特別是英國等一些國家。1934年3月12日 ，他在蘇丹后蘇丹娜·海倫和她的私人秘書謝赫·阿卜杜拉·葉海亞上尉的陪同下環遊世界。
一行人搭乘日本輪船「富士山丸號」離開新加坡前往日本，隨後在中國香港和上海停留。在日本期間，日本天皇授予他“一等旭日勳章”，以示熟悉和友誼。
蘇丹易卜拉欣乘坐Chinchba Maru號繼續他的旅程，從橫濱到檀香山，然後到舊金山的好萊塢。從洛杉磯出發，他前往芝加哥，然後前往華盛頓（訪問白宮）和紐約。
從北美出發，隨後應喬治五世國王和瑪麗王后 的邀請前往英國英國。
他也訪問了印度、澳洲、印度支那、泰國和柬埔寨。

## 各国荣誉

### 本国荣誉
- 柔佛苏丹
  - 王族勳章大团长（1895年）
  - 王冠效忠勳章大团长（1895年）
  - 榮譽獎章大团长（1895年）
- 马来亚联合邦
  -  联邦王室勋章（1958年8月31日）
- 吉兰丹
  - 吉蘭丹王室勳章（1953年10月9日）

### 国际荣誉
- 英国
  -  维多利亚女王钻禧奖章（1897年）
  -  国王爱德华七世加冕奖章（1902年）
  -  国王乔治五世加冕奖章（1911年）
  -  圣米迦勒和圣乔治骑士大十字勋章（GCMG：1916年1月1日；KCMG：1897年6月22日）
  -  大英帝国大十字勋章（GBE：1935年6月3日；KBE：1918年1月1日）
  -  国王乔治六世加冕奖章（1937年）
  -  女王伊丽莎白二世加冕奖章（1953年）
- 奥斯曼帝国
  -  奥斯曼尼勋章（1898年）
- 罗马尼亚王国
  -  罗马尼亚王冠勋章（1920年）
- 泰國
  -  白象大十字骑士勋章（1924年）
- 柬埔寨
  -  柬埔寨王家大十字骑士勋章（1933年）
- 越南共和国
  -  大南龍星（1933年）
- 日本
  -  旭日章（1934年）
- 義大利王國
  -  意大利王冠大十字骑士勋章（1938年）
- -  桑给巴尔璀璨之星勋章（1940年代）